# Adriano Espaillat
Adriano Espaillat Cabral (Santiago de los Caballeros, 27 settembre 1954) è un politico statunitense, membro della Camera dei Rappresentanti per lo stato di New York dal 2017.

## Biografia
Nato in Repubblica Dominicana nel 1954, Espaillat è il bisnipote di Ulises Espaillat, presidente della Repubblica Dominicana nel 1876. Prima di iniziare la sua attività politica, Espaillat era stato il coordinatore della New York City Criminal Justice Agency, una organizzazione non-profit che fornisce assistenza legale agli indigenti e opera per ridurre la carcerazione preventiva non necessaria, e poi il direttore della Washington Heights Victims Services Community Office, un'organizzazione che offre assistenza alle famiglie di vittime di omicidio. Nel 1997 viene eletto nell'Assemblea legislativa dello Stato di New York, dove rimane fino al 2010. Nel 2010 viene eletto nel Senato statale di New York dove rimane fino al 2016.
Dopo aver provato a candidarsi alla Camera dei Rappresentanti per il tredicesimo distretto dello stato di New York nel 2012 e nel 2014 perdendo entrambe le volte le primarie democratiche contro il deputato uscente Charles Rangel (la prima volta con un margine di meno di 1000 voti), nel 2016 dopo il ritiro di Rangel vince le primarie democratiche con il 36% dei voti e poi le elezioni generali dell'8 novembre, sconfiggendo il repubblicano Robert Evans Jr. con l'88,8% dei voti. Espaillat diviene quindi il primo cittadino di origini dominicane e il primo ex immigrato illegale ad essere eletto al Congresso.